# Пронина (Ёгвинское сельское поселение)
Пронина — деревня в Кудымкарском районе Пермского края. Входит в состав Ёгвинского сельского поселения. Располагается севернее от города Кудымкара. Расстояние до районного центра составляет 19 км. По данным Всероссийской переписи населения 2010 года, в деревне проживало 15 человек (8 мужчин и 7 женщин).

## История
По данным на 1 июля 1963 года, в деревне проживало 100 человек. Населённый пункт входил в состав Алековского сельсовета.